# Ломонос борщевиколистный
Ломонос борщевиколистный, или Клематис борщевиколистный (лат. Clematis heracleifolia) — многолетнее растение, вид рода Ломонос (Clematis) семейства Лютиковые (Ranunculaceae).
Культивируется в Европейской части России, как декоративное садовое растение.

## Распространение

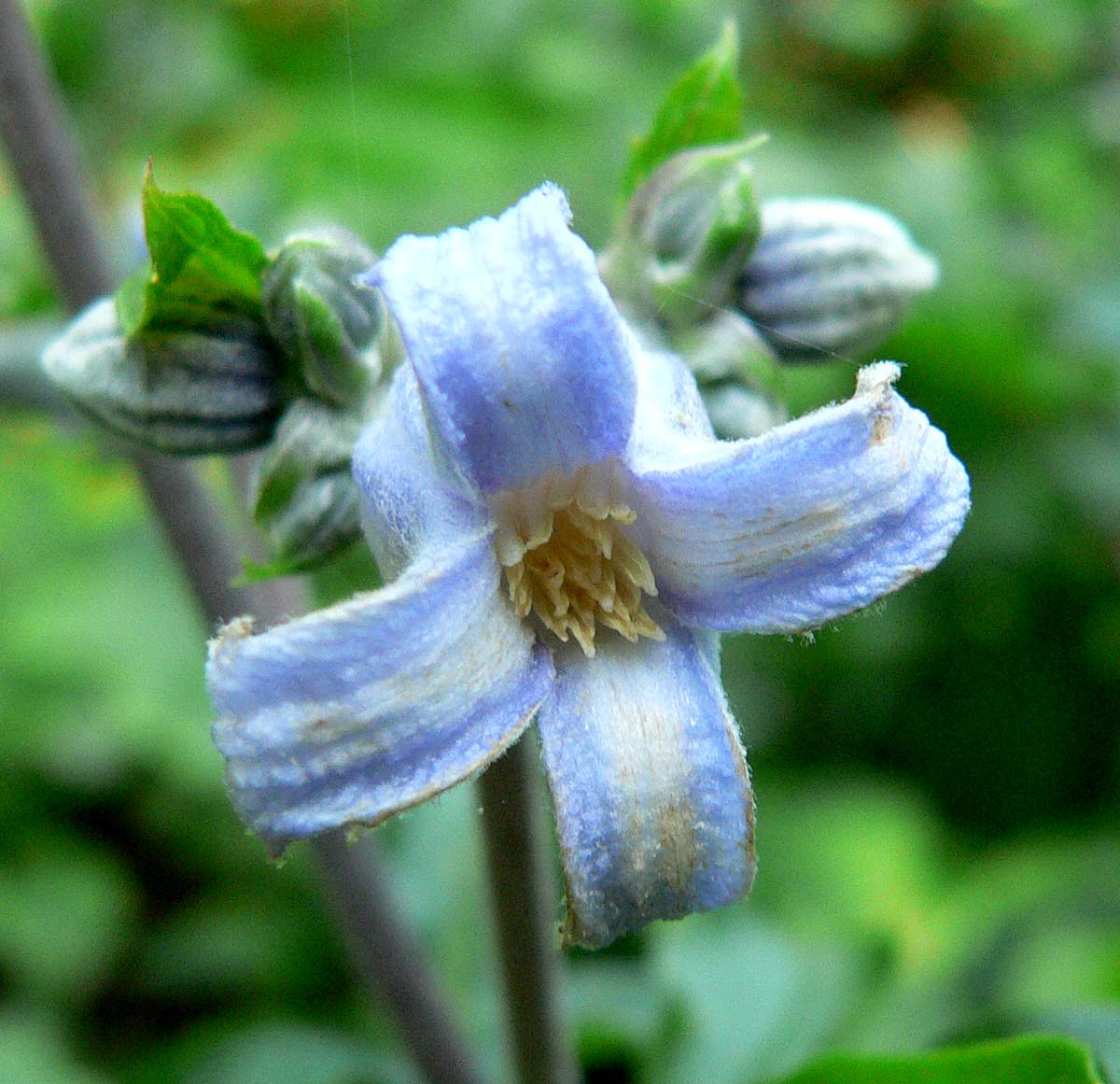
Цветок

Восточный Китай, Корея.

## Биологическое описание
Многолетник около 1 метра высотой, с прямыми, жёсткими побегами, одревесневающими в нижней части.
Листья крупные, кожистые, триждыперистые, длиной до 15 см.
Цветки около 2,5 см в диаметре, ярко-голубые, ароматные, с 4 вывернутыми и надрезанными по краям лепестками гиацинтовидной формы.
Цветёт в августе — сентябре.

## В культуре
Используется для посадок на рабатках или между кустарниками.
В результате скрещивания этого вида с другими клематисами получены гибриды, принадлежащие к клематисам группы Heracleifolia. Ценнейшими из них являются сорта 'Praecox', 'Mrs Robert Brydon' и 'New Love'.
Нуждается в сильной обрезке на уровне 1—3 пары почек и хорошем уходе.
Зимует без укрытия.
Прорастание семян в течение 0,5—3 месяцев. Высадка в открытый грунт в притенённых местах после прекращения весенних заморозков.
Цветение на 2 год после посева.

## Таксономия
Вид Ломонос борщевиколистный входит в род Ломонос (Clematis) трибы Anemoneae подсемейства Лютиковые (Ranunculoideae) семейства Лютиковые (Ranunculaceae) порядка Лютикоцветные (Ranunculales).
|  |                       |  |                                          |                                          |                        |  | ещё 4 подсемейства (согласно Системе APG II) | ещё 4 подсемейства (согласно Системе APG II) |                                      |  |  |  | ещё 6 родов       | ещё 6 родов                  |  |  |
|  |                       |  |                                          |                                          |                        |  | ещё 4 подсемейства (согласно Системе APG II) | ещё 4 подсемейства (согласно Системе APG II) |                                      |  |  |  | ещё 6 родов       | ещё 6 родов                  |  |  |
|  |                       |  |                                          | семейство Лютиковые                      |                        |  |                                              |                                              | триба Anemoneae                      |  |  |  |                   | вид Ломонос борщевиколистный |  |  |
|  |                       |  |                                          | семейство Лютиковые                      |                        |  |                                              |                                              | триба Anemoneae                      |  |  |  |                   | вид Ломонос борщевиколистный |  |  |
|  | порядок Лютикоцветные |  |                                          |                                          | подсемейство Лютиковые |  |                                              |                                              | род Ломонос                          |  |  |  |                   |                              |  |  |
|  | порядок Лютикоцветные |  |                                          |                                          |                        |  |                                              |                                              |                                      |  |  |  |                   |                              |  |  |
|  |                       |  | ещё 9 семейств (согласно Системе APG II) | ещё 9 семейств (согласно Системе APG II) |                        |  |                                              | ещё 8 триб (согласно Системе APG II)         | ещё 8 триб (согласно Системе APG II) |  |  |  | ещё 230—250 видов |                              |  |  |
|  |                       |  |                                          | ещё 9 семейств (согласно Системе APG II) |                        |  |                                              |                                              | ещё 8 триб (согласно Системе APG II) |  |  |  |                   |                              |  |  |